# Der jüdische Kardinal
Der jüdische Kardinal (Originaltitel: Le métis de Dieu) ist ein französischer Spielfilm von Ilan Duran Cohen aus dem Jahr 2013, der auf dem Leben von Aron Jean-Marie Lustiger basiert. Im Film werden vor allem die Jahre 1979 bis 2007 im Leben Lustigers behandelt und dabei seine innere Auseinandersetzung als christlicher Geistlicher und Jude ebenso gezeigt, wie sein gemeinsamer Kampf mit Kardinal Albert Decourtray gegen die Instrumentalisierung der Ermordeten von Auschwitz durch die katholische Kirche.

## Handlung
Pater Lustiger ist kein konventioneller, katholischer Geistlicher. Er raucht viel und gerne, fährt Moped, liest Comics, lernt Hebräisch und ist am Puls seiner Gemeinde, als er 1979 von Papst Johannes Paul II. zum Bischof von Orléans ernannt wird. Zwischen den Zeilen erzählt der Film auch etwas über die Geschichte des jungen Aron Lustiger, der während seines Aufenthalts in Berlin in den 1930er Jahren von den Plänen der Nazis erfährt, alle Juden und Jüdinnen zu ermorden. Zurück in seiner französischen Heimatstadt glaubt ihm niemand. 1940 konvertiert der 14-Jährige nach einer religiösen Erfahrung in der Kathedrale Sainte-Croix zum Katholizismus – gegen den Willen seiner jüdischen Eltern.
Für Pater Lustiger war das Judesein Privatsache, die jedoch öffentlich wird, nachdem eine katholische Zeitung darüber im Rahmen seiner Ernennung zum Bischof berichtet. Im Dialog mit dem Zeitungsredakteur macht er deutlich, dass er Jude ist und Jude bleibt. Seinen Besuch beendet er mit den Worten: „Ich habe mir dieses Schicksal nicht gewünscht, […] es ist mir zugefallen. […] Ich bin eine lebendige Provokation, die viele zwingt, das Wesen Christi zu ergründen.“
Als Bischof Lustiger Papst Johannes Paul II. trifft, ist er begeistert von dessen Wesen und Visionen. Beide verbindet ein ähnliches Weltbild und der Drang, die Katholische Kirche zu reformieren. Bereits ein Jahr nach seiner Ernennung zum Bischof wird er Erzbischof von Paris und später Kardinal und Berater des Papstes.
In den 1990er Jahren versuchen konservative Katholiken, angrenzend an das Gelände des Stammlagers Auschwitz ein Kloster zu errichten. Im Rahmen seines Amtes in der Römischen Kurie beendet er diesen Versuch der Instrumentalisierung der Ermordeten durch die Katholische Kirche, indem er schließlich Papst Johannes Paul II. davon überzeugt, eine Verfügung zu erlassen, die die Karmelitischen Nonnen veranlasst, das Kloster aufzugeben. Dieser Schnitt ermöglichte den Fortbestand des Dialogs zwischen Katholischer Kirche und Judentum und beendete die internationalen Proteste gegen das Handeln der Karmelitischen Nonnen und der Katholischen Kirche.
Sein letzter Wille war es auch, nach seinem Tod Juden und Christen zusammenzubringen, weshalb er festlegte, dass eine Messe gehalten und ein Kaddisch gesprochen werden sollen. Mit der Verschriftlichung seines letzten Willens endet der Film.

## Kritiken
- Jüdische Allgemeine, 21. März 2013:[1] „Aron Jean-Marie Lustiger (1926–2007), Erzbischof von Paris, war ein außergewöhnlicher katholischer Kirchenmann. Der Sohn nach Frankreich eingewanderter polnischer Juden ließ sich als 14-Jähriger gegen den Willen seiner Eltern katholisch taufen, betonte aber sein Leben lang, dass er trotz der Konversion stets ein Sohn Israels geblieben sei. Als Kardinal gehörte Lustiger, von Freunden ‚Lulu‘ genannt, zu den entschiedenen Reformatoren der Kirche in Frankreich, kämpfte gegen Rechtsextremismus, Klerikalismus und Dogmatismus. Ihm zu verdanken sind die Neustrukturierung der Priesterausbildung und des Theologiestudiums wie auch die Öffnung der Kirche für die Medien und die Gründung von katholischen Radio- und Fernsehsendern. Er war seit 1995 Mitglied der Académie Française und ein Hauptakteur in den jüdisch-katholischen Beziehungen. […] Der Fernsehfilm des gebürtigen Israelis Ilan Duran Cohen konzentriert sich auf die Auseinandersetzung des Geistlichen mit seiner Herkunft und auf seine strategische Rolle zwischen Christentum und Judentum. Vor allem nach dem Tod seines Vaters und einem Besuch in Auschwitz gerät Lustiger in eine Auseinandersetzung mit den Widersprüchen seiner doppelten Identität. Als 50 Jahre nach der Schoa ein Kloster im sogenannten ‚Theater‘ von Auschwitz – einem Gebäude in kirchlichem Besitz, das mit seiner Rückseite an die Umgebungsmauer des Lagers grenzt – eingerichtet wird, erregt dies in der jüdischen Welt gewaltigen Protest und Empörung. Lustiger (Laurent Lucas) muss Stellung beziehen, auch gegen seinen Freund und Förderer Papst Johannes Paul II. (Aurelién Recoing).“